# 栃木シティFC
栃木シティフットボールクラブ（とちぎシティフットボールクラブ、英: TOCHIGI CITY FOOTBALL CLUB）は、日本の栃木県栃木市、下都賀郡壬生町、足利市をホームタウンとする、日本プロサッカーリーグ（Jリーグ）に加盟するプロサッカークラブ。
呼称は栃木シティ。Jリーグなどでは栃木サッカークラブ（栃木SC）との区別のために「栃木C」と表記されることがある。

## 歴史

### 前史
1947年、当時の下都賀郡大平町（現在の栃木市大平町）に所在した日立製作所栃木事業所（現・ 日立グローバルライフソリューションズ 栃木事業所）の実業団チーム「日立栃木サッカー部」として創部。2006年、ジュニアチームを運営していたウーヴァスポーツクラブと統合し、日立栃木ウーヴァスポーツクラブに名称変更した。ウーヴァ（UVA）とはポルトガル語でブドウの意味（ブドウは旧・大平町の特産品である）。2009年に第33回全国地域サッカーリーグ決勝大会で準優勝し、2010年からの日本フットボールリーグ（JFL）への昇格が決定した。

### 栃木ウーヴァFC
2010年、NPO法人栃木アミスタスポーツクラブに運営を移管、栃木ウーヴァフットボールクラブに名称を変更。
2012年はJFLで最下位に終わり、第36回全国地域サッカーリーグ決勝大会3位のクラブフィールズ・ノルブリッツ北海道との入替戦に回ったが、PK戦で勝利してJFL残留を決めた。
2013年6月、Jリーグ準加盟を申請したが、見送られた。2014年、トップチームの運営を株式会社栃木ウーヴァに移管。5月20日、Jリーグ百年構想クラブとして承認された。
2015年は自動降格圏内の最下位に終わったが、レギュレーション変更によりJFLへの残留が決まった（詳細は第17回日本フットボールリーグ#地域リーグとの入れ替えを参照）。
2016年、サウルコス福井元ヘッドコーチの堺陽二が監督に就任。年間順位は自動降格圏内の15位に終わったが、レギュレーション変更によりJFLへの残留が決まった（詳細は第18回日本フットボールリーグ#地域リーグとの入れ替えを参照）。
2017年、リーグ戦で2年ぶりに自動降格圏内の最下位に終わり、2009年以来となる関東リーグ1部への降格が決まった（詳細は第19回日本フットボールリーグ#地域リーグとの入れ替えを参照）。
2018年、選手契約を原則プロ契約とすることを発表。クラブ代表を務めていた岩原克彦が代表権のない取締役会長に退き、後任に日本理化工業所代表取締役社長・日本理化グループ代表の大栗崇司が就任。戦略統括責任者（CSO）に鳥栖や横浜FCなどで監督を務めた岸野靖之、ヘッドコーチに鳥取元監督の松田岳夫が就任した。GK安藤淳也が現役引退しGKコーチとなったほか大半の選手との契約を満了した一方で、引き続き在籍する8選手とはプロ契約を締結。さらに群馬からMF村田翔、水戸からFW山村佑樹、盛岡からDF守田創、甲府からDF津田琢磨とMF若杉好輝、徳島からMF井澤惇、栃木SCからFW竹中公基、金沢から7年ぶりの復帰となるGK原田欽庸、東京V（前シーズンは長野に期限付き移籍）からDF大木暁、横浜FCからMF野崎陽介と、Jリーグクラブから選手を補強。JFL・テゲバジャーロ宮崎から元JリーガーのMF髙地系治とFW森島康仁、JFL・FCマルヤス岡崎からFWレオジーニョが加入したほか、MF岩渕裕人（松本大学）、DF鯉沼晃（関西大学）、GK田中大貴（大阪学院大学）が新加入。関東リーグ1部で初優勝したが、全国地域サッカーチャンピオンズリーグ2018はグループリーグ3位に終わり、1年でのJFL復帰はならなかった。

### 栃木シティフットボールクラブ

#### 2018年 - 2023年（関東リーグ）
2019年からチーム名称を「栃木シティフットボールクラブ」に、運営法人の商号を「株式会社THE TOCHIGI CITY UNITED」に変更した 。監督に北九州でコーチを務めていた鄭容臺が就任したが、シーズン途中の5月14日付で鄭との契約を解除し、戦略統括責任者 (CSO) の岸野靖之が監督を兼任した。最終的にVONDS市原FC・東京ユナイテッドFCに次ぐ3位でリーグ戦終了。
2020年シーズンは岸野が監督兼任を外れてCSO専任となり、後任の監督に奈良クラブ元監督の中村敦を招聘。関東リーグ1部は2年ぶりに優勝し全国地域サッカーチャンピオンズリーグ2020に出場、一次ラウンドでは3戦全勝でグループを首位通過したものの、決勝ラウンドでは1勝2分・勝点5で3チームが並び、得失点差で3位に終わったためJFL昇格を逃した。
2021年シーズンはクラブ所有のCITY FOOTBALL STATIONが落成し、開幕戦から使用することとなった。しかし新型コロナウイルスの感染拡大の影響で、リーグ指針に伴い、有観客試合は主催11試合中3試合しか開催出来なかった。リーグでは、開幕戦で昇格組のエスペランサSCに1-2で敗戦を喫するものの、その後は9試合負けなしを記録、8勝1分2敗の首位で前半戦を折り返した。後半戦も5勝1敗と上々のスタートを切ったが、9月からのJFL昇格を争うライバルであるVONDS市原FC、ブリオベッカ浦安、東京ユナイテッドFC、Criacao Shinjukuとの4試合では、東京ユナイテッドFCとの引き分けによる勝ち点1しか積み上げることが出来ず急失速、延期されていた後期第6節（事実上の最終節）流経大ドラゴンズ龍ケ崎戦を前に中村を監督から解任した。結局、リーグ戦は4位に終わった。
2022年シーズンは関東リーグで優勝。第58回全国社会人サッカー選手権では同じ関東リーグ勢でリーグ6位だったブリオベッカ浦安に3回戦で敗退、全国地域サッカーチャンピオンズリーグ2022決勝1次ラウンドではグループAでFC刈谷と勝ち点7で並び、得失点差で2位に終わるもワイルドカードで決勝ラウンド進出。決勝ラウンドは3位に終わり、JFL昇格を逃した。
2023年は関東リーグで2位。第59回全国社会人サッカー選手権大会1回戦で敗退した。Jリーグ百年構想クラブ枠を活用して出場となった全国地域サッカーチャンピオンズリーグ2023はグループAを3戦全勝（勝ち点9）でグループ1位で決勝ラウンドに進出。決勝ラウンドは2勝1敗の勝点6であったが、得失点差でV市原を上回って優勝した。12月5日のJFL理事会で2024年度からのJFL入会が承認された。2017年シーズン以来7年ぶりの復帰となった。
12月19日、Jリーグ百年構想クラブから脱退した。これは、2022年12月の制度改定により、Jリーグ入会要件からJリーグ百年構想クラブであることが要件から外れ、これまで必須であった百年構想クラブでなくともJ3ライセンスの取得に支障がない状況となったことによるもので、クラブは引き続きJリーグ加盟を目指すとしている。

#### 2024年（JFL）
開幕から5試合終えた時点では2勝3敗、首位と勝点差9で最下位と勝点差3の11位と出遅れ、そこから6試合負けなしと持ち直すも第12節アトレチコ鈴鹿クラブに1-5と大敗し、同節終了時点で6勝2分4敗の勝点20で3位、首位高知ユナイテッドSCとの勝点差は10に開き、15試合終了時点では2位とはなっていたもの首位高知との勝点差は10のままだった。しかし後半戦に入り長期の連勝こそないものの負けなしを続け首位高知を追撃。その間9月24日にJ3クラブライセンスが初交付された。第23節高知との直接対決に勝利し勝点差を1とすると、第24節ミネベアミツミFC戦に勝利、高知が敗れたためシーズン初の首位浮上。その後も負けなしは続き高知を引き離すと、11月17日の第29節、前期は大敗した鈴鹿との対戦に6-0で勝利し、JFL復帰初年度にして初優勝を飾るとともに、J3の昇格に必要な観客動員要件の1試合平均2000人以上を満たすことが確定したため、2025年のJ3リーグへの昇格が正式に決定した。結局先述の前期鈴鹿戦での敗戦後最終節までリーグ戦18戦無敗でシーズンを終えた。

#### 2025年 - （J3）
今矢体制4年目。クラブ史上同一監督が4シーズン連続指揮を執るのは栃木ウーヴァ時代含めて初。
いわてグルージャ盛岡からFW都倉賢、ギラヴァンツ北九州からDF乾貴哉、ブリスベン・ロアーFCからMF加藤カレッティ丈、栃木SCからMF森俊貴、仁川ユナイテッドFCからDFマテイ・ヨニッチらが加入。
開幕後の3月27日、ヴァンフォーレ甲府を退団していたピーター・ウタカが加入。

## チーム成績・歴代監督
凡例
- 太字はリーグ、カップ戦優勝
- 表中の略記・着色セルの内訳は以下の通り

| リーグ、カップ戦優勝 | リーグ、カップ戦準優勝 | リーグ、カップ戦3位 |
J3：J3リーグ　Jリーグ杯Jリーグカップ　天皇杯：天皇杯 JFA 全日本サッカー選手権大会　JFL：日本フットボールリーグ

### 日立栃木サッカー部
| 年度 | 所属       | 順位 | 勝点 | 試合 | 勝 | 分 | 敗 | 得点 | 失点 | 差  | 天皇杯       |
| 1967 | 栃木県1部  | 優勝 |      |      |    |    |    |      |      |     |              |
| 1968 | 栃木県1部  | 優勝 |      |      |    |    |    |      |      |     |              |
| 1969 | 栃木県1部  |      |      |      |    |    |    |      |      |     |              |
| 1970 | 栃木県1部  |      |      |      |    |    |    |      |      |     |              |
| 1971 | 栃木県1部  | 優勝 |      |      |    |    |    |      |      |     |              |
| 1972 | 関東       | 8位  | 1    | 14   | 0  | 1  | 13 | 14   | 56   | -42 |              |
| 1973 | 栃木県1部  | 優勝 |      |      |    |    |    |      |      |     |              |
| 1974 | 栃木県1部  | 優勝 |      |      |    |    |    |      |      |     |              |
| 1975 | 栃木県1部  |      |      |      |    |    |    |      |      |     |              |
| 1976 | 栃木県1部  | 優勝 |      |      |    |    |    |      |      |     |              |
| 1977 | 栃木県1部  |      |      |      |    |    |    |      |      |     |              |
| 1978 | 栃木県1部  | 2位  | 14   | 9    | 7  | 0  | 2  |      |      |     | 地区予選敗退 |
| 1979 | 栃木県1部  | 2位  | 9    | 6    | 4  | 1  | 1  |      |      |     | 地区予選敗退 |
| 1980 | 栃木県1部  | 優勝 | 17   | 9    | 8  | 1  | 0  |      |      |     | 地区予選敗退 |
| 1981 | 関東       | 9位  | 12   | 18   | 4  | 4  | 10 | 11   | 28   | -17 | 地区予選敗退 |
| 1982 | 関東       | 10位 | 9    | 18   | 4  | 1  | 13 | 20   | 46   | -26 | 地区予選敗退 |
| 1983 | 栃木県1部  | 優勝 | 14   | 8    | 6  | 2  | 0  |      |      |     | 地区予選敗退 |
| 1984 | 栃木県1部  | 3位  | 12   | 9    |    |    |    |      |      |     | 地区予選敗退 |
| 1985 | 栃木県1部  | 7位  | 7    | 8    | 2  | 3  | 3  |      |      |     | 地区予選敗退 |
| 1986 | 栃木県1部  | 3位  | 10   | 8    | 4  | 2  | 2  |      |      |     | 地区予選敗退 |
| 1987 | 栃木県1部  | 4位  | 10   | 9    | 4  | 2  | 3  |      |      |     | 地区予選敗退 |
| 1988 | 栃木県1部  | 9位  | 6    | 9    | 3  | 0  | 6  |      |      |     | 地区予選敗退 |
| 1989 | 栃木県2部A | 優勝 | 14   | 7    | 7  | 0  | 0  |      |      |     | 地区予選敗退 |
| 1990 | 栃木県2部A | 優勝 | 19   | 7    | 6  | 1  | 0  |      |      |     | 地区予選敗退 |
| 1991 | 栃木県2部  | 優勝 |      |      |    |    |    |      |      |     | 地区予選敗退 |
| 1992 | 栃木県1部  | 3位  | 19   | 12   | 6  | 1  | 5  |      |      |     | 地区予選敗退 |
| 1993 | 栃木県1部  | 7位  | 18   | 12   | 6  | 0  | 6  |      |      |     | 地区予選敗退 |
| 1994 | 栃木県1部  | 7位  | 11   | 11   | 4  | 3  | 4  |      |      |     | 地区予選敗退 |
| 1995 | 栃木県1部  | 9位  | 12   | 11   | 4  | 0  | 7  |      |      |     | 地区予選敗退 |
| 1996 | 栃木県1部  | 8位  | 16   | 11   | 5  | 1  | 5  |      |      |     | 県予選敗退   |
| 1997 | 栃木県1部  | 8位  | 13   | 11   | 4  | 1  | 6  |      |      |     | 県予選敗退   |
| 1998 | 栃木県1部  | 6位  | 10   | 9    | 3  | 1  | 5  |      |      |     | 県予選敗退   |
| 1999 | 栃木県1部  | 優勝 | 28   | 14   | 9  | 1  | 4  |      |      |     | 県予選敗退   |
| 2000 | 栃木県1部  | 2位  | 30   | 14   | 10 | 0  | 4  |      |      |     | 県予選敗退   |
| 2001 | 栃木県1部  | 2位  | 37   | 14   | 12 | 1  | 1  |      |      |     | 県予選敗退   |
| 2002 | 栃木県1部  | 優勝 |      | 14   |    |    |    |      |      |     | 県予選敗退   |
| 2003 | 関東2部    | 6位  | 12   | 14   | 4  | 0  | 10 | 25   | 55   | -30 | 県予選敗退   |
| 2004 | 関東2部    | 4位  | 21   | 14   | 6  | 3  | 5  | 24   | 19   | 5   | 県予選敗退   |
| 2005 | 関東2部    | 3位  | 25   | 14   | 7  | 4  | 3  | 28   | 18   | 10  | 1回戦敗退    |

### 日立栃木ウーヴァSC
| 年度 | 所属    | 順位 | 勝点 | 試合 | 勝 | 分 | 敗 | 得点 | 失点 | 差 | 天皇杯     | 監督   |
| 2006 | 関東2部 | 2位  | 30   | 14   | 9  | 3  | 2  | 35   | 18   | 17 | 県予選敗退 | 三関隆 |
| 2007 | 関東1部 | 2位  | 27   | 14   | 9  | 0  | 5  | 33   | 17   | 16 | 県予選敗退 | 横濱誠 |
| 2008 | 関東1部 | 2位  | 26   | 14   | 8  | 2  | 4  | 24   | 19   | 5  | 3回戦敗退  | 横濱誠 |
| 2009 | 関東1部 | 2位  | 31   | 14   | 10 | 1  | 3  | 30   | 16   | 14 | 県予選敗退 | 横濱誠 |

### 栃木ウーヴァFC
| 年度 | 所属    | 順位 | 勝点 | 試合 | 勝 | 分 | 敗 | 得点 | 失点 | 差  | 天皇杯     | 監督     |
| 2010 | JFL     | 15位 | 31   | 34   | 7  | 10 | 17 | 41   | 75   | -34 | 1回戦敗退  | 横濱誠   |
| 2011 | JFL     | 10位 | 45   | 33   | 12 | 9  | 12 | 40   | 43   | -3  | 2回戦敗退  | 横濱誠   |
| 2012 | JFL     | 17位 | 22   | 32   | 4  | 10 | 18 | 36   | 70   | -34 | 県予選敗退 | 井出大介 |
| 2013 | JFL     | 17位 | 30   | 34   | 9  | 3  | 22 | 34   | 66   | -32 | 2回戦敗退  | 多田徹朗 |
| 2014 | JFL     | 13位 | 19   | 26   | 4  | 7  | 15 | 16   | 37   | -21 | 1回戦敗退  | 多田徹朗 |
| 2015 | JFL     | 16位 | 19   | 30   | 5  | 4  | 21 | 29   | 61   | -32 | 1回戦敗退  | 前田和也 |
| 2016 | JFL     | 15位 | 16   | 30   | 5  | 1  | 24 | 34   | 77   | -43 | 1回戦敗退  | 堺陽二   |
| 2017 | JFL     | 16位 | 24   | 30   | 5  | 9  | 16 | 22   | 56   | -34 | 2回戦敗退  | 堺陽二   |
| 2018 | 関東1部 | 優勝 | 52   | 18   | 17 | 1  | 0  | 55   | 14   | 41  | 県予選敗退 | 堺陽二   |

### 栃木シティFC
| 年度 | 所属    | 順位 | 勝点 | 試合 | 勝 | 分 | 敗 | 得点 | 失点 | 差 | Jリーグ杯 | 天皇杯     | 他公式戦 | 監督            | 備考                  |
| 2019 | 関東1部 | 3位  | 32   | 18   | 9  | 5  | 4  | 30   | 15   | 15 | -         | 1回戦敗退  | -        | 鄭容臺 岸野靖之 | 全社2回戦敗退         |
| 2020 | 関東1部 | 優勝 | 23   | 9    | 7  | 2  | 0  | 25   | 6    | 19 | -         | 1回戦敗退  | -        | 中村敦          | 地域CL3位             |
| 2021 | 関東1部 | 4位  | 44   | 22   | 14 | 2  | 6  | 45   | 26   | 19 | -         | 2回戦敗退  | -        | 中村敦 髙地系治 | -                     |
| 2022 | 関東1部 | 優勝 | 37   | 18   | 11 | 4  | 3  | 33   | 14   | 19 | -         | 県予選敗退 | -        | 今矢直城        | 全社ベスト8 地域CL3位 |
| 2023 | 関東1部 | 2位  | 36   | 18   | 11 | 3  | 4  | 54   | 24   | 30 | -         | 2回戦敗退  | -        | 今矢直城        | 地域CL優勝            |
| 2024 | JFL     | 優勝 | 64   | 30   | 19 | 7  | 4  | 66   | 35   | 31 | -         | 2回戦敗退  | -        | 今矢直城        | JFL優勝、J3昇格       |
| 2025 | J3      | 位   |      | 38   |    |    |    |      |      |    | 1回戦敗退 | 県予選敗退 |          | 今矢直城        |                       |

注釈
1. ↑  新型コロナウイルスの感染拡大に伴い、前期1節から前期9節までの全試合を中止し、後期日程のみでの開催となった。

## タイトル

### リーグ戦
- 日本フットボールリーグ：1回
  - 2024
- 関東サッカーリーグ1部：3回
  - 2018, 2020, 2022
- 栃木県社会人サッカーリーグ1部：10回（日立栃木SC時代）
  - 1967, 1968, 1971, 1973, 1974, 1976, 1980, 1983, 1999, 2002

### カップ戦
- 全国地域サッカーチャンピオンズリーグ：1回
  - 2023
- 栃木県サッカー選手権大会（兼天皇杯栃木県予選）：11回
  - 2005, 2008, 2010, 2011, 2013, 2014, 2015, 2016, 2017, 2019, 2021

## 下部組織
- CITY FOOTBALL ACADEMY
- 栃木シティフットボールクラブU-25
  - アマチュア社会人チーム。2021年まで栃木県社会人サッカーリーグ2部Aブロックに所属し[21]、2022年から同リーグ1部に昇格した[22]。旧称はLUXPERIOR FOOTBALL ACADEMY（2019年まで）、栃木シティLFAユナイテッド（2020年）。
- 栃木シティフットボールクラブU-18（ユース）
- 栃木シティフットボールクラブU-15（ジュニアユース）
- 栃木シティフットサルクラブ
  - 2019シーズンより、「MORANGO栃木」のトップチーム事業を受託し、チーム名を改称。2019年現在の所属リーグは栃木県フットサルリーグ1部。

## スタジアム
栃木市岩舟地区の岩舟総合運動公園を建設候補地として民設民営によるサッカー専用スタジアム建設を計画して、2021年3月に新スタジアムCITY FOOTBALL STATIONが完成した。

### 2020年以前のホームスタジアム
- 栃木市総合運動公園陸上競技場
- LUXPERIOR FOOTBALL PARK[26]
- 足利市総合運動場陸上競技場
- 栃木県グリーンスタジアム
- 栃木県総合運動公園陸上競技場
- 小山運動公園陸上競技場

### 年度・競技場別の試合数
※2010年のJFLリーグ加盟以後。
| 年度 | 栃木市陸 | 足利市陸 | その他          |
| 2010 | 14       | 3        | なし            |
| 2011 | 12       | 4        | 小山1           |
| 2012 | 11       | 3        | 小山2           |
| 2013 | 8        | 7        | 栃木県陸1 小山1 |
| 2014 | 9        | 3        | 小山1           |
| 2015 | 10       | 3        | 小山2           |
| 2016 | 10       | 3        | 小山2           |
| 2017 | 10       | 3        | 小山2           |

### ホームタウン
2010年まで下都賀郡大平町を拠点とし、同年3月に新設合併によって大平町が栃木市の一部となったことから栃木市がホームタウンとなった。
2013年1月22日、足利市との間で同市をセカンドホームタウンとし、足利市総合運動公園陸上競技場をセカンドホームスタジアムとして使用することで合意した。合意の際に、足利市長（当時）の大豆生田実からは「名称を『両毛ウーヴァ』にしてはどうか」との提案もあった。
2013年4月に大豆生田を破って足利市長選挙に当選した和泉聡は、「ダブル本拠地に関する合意書」について2014年2月の更新時に更新しないと発表した。足利市とのホームタウン契約は基本1年で、期間満了の3か月前までに特に返事がない場合は契約を1年ごとに更新するものと見なされることになっていたが、和泉が「練習会場の確保など、合意事項を実行できない」と判断し、10月24日までに契約更新をしない旨を伝えたと報じられた。また足利市側は週1回程度夜間練習ができる会場を確保するとしていたが「サッカーのスパイクによって芝生が荒れて、頻繁に修復工事をしなければいけない」と、確保ができなかった理由を説明しており、また足利事務所の設置や資金調達のための情報提供も「市が個別の団体に対して行うのは好ましくない」とし、名称変更を含めた栃木市との交渉も事実上決裂した。
クラブ名が栃木シティFCとなった後の2022年6月28日、Jリーグ理事会の承認を受け、栃木市に隣接する下都賀郡壬生町（町長小菅一弥）がホームタウンに加わった。
2024年5月7日、クラブは足利市（和泉から代わって市長早川尚秀）と包括連携協定を結び、市内で青少年育成やスポーツ・文化振興にかかる事業を実施することとした。そしてJリーグ入会後の2025年2月27日には、Jリーグ理事会の承認を受け、栃木市と壬生町に加えて足利市が正式にホームタウンに追加された。

## ユニフォーム

### ユニフォームスポンサー
| 掲出箇所   | スポンサー名   | 表記         | 掲出年      | 備考                                                          |
| 胸         | 日本理化工業所 | NIPPONRIKA   | 2017年4月 - | 2017年は背中上部 （1stは「NIPPONRIKA」 2ndは「vincent」表記） |
| 鎖骨       | なし           | -            | -           |                                                               |
| 背中上部   | 深井製作所     | FUKAI        | 2017年4月 - | 2017年は胸 2018年 - 2024年は背中下部                          |
| 背中下部   | なし           | -            | -           |                                                               |
| 袖         | 明盛宏産       | FUJISACO     | 2023年 -    | 2023年はパンツ背面 2024年はパンツ表面                         |
| パンツ表面 | 大協建設       | 大協建設     | 2025年 -    |                                                               |
| パンツ背面 | 銅市金属工業   | 銅市金属工業 | 2025年 -    |                                                               |

### ユニフォームサプライヤーの遍歴
- - 2009年 : ペナルティ
- 2010年 - 2011年 : アシックス
- 2012年 - 2015年 : レサンクセンス
- 2016年 - 2017年 : マイター
- 2018年 - 現在 : ラクスペリア

### 歴代ユニフォーム
| FP 1st |        |      |      |      |
| 2019   | 2020   | 2021 | 2022 | 2023 |
| 2024   | 2025 - |      |      |      |
|        |        |      |      |      |

| FP 2nd |        |      |      |      |
| 2019   | 2020   | 2021 | 2022 | 2023 |
| 2024   | 2025 - |      |      |      |
|        |        |      |      |      |

### 歴代ユニフォームスポンサー表記
| 年度 | 箇所                                | 箇所   | 箇所                               | 箇所     | 箇所         | 箇所               | 箇所         | サプライヤー  |
| 年度 | 胸                                  | 鎖骨   | 背中上部                           | 背中下部 | 袖           | パンツ表面         | パンツ背面   | サプライヤー  |
| 2010 | 日立エアコン・冷蔵庫                | 解禁前 | -                                  | 解禁前   | 日本旅行     | 大坂屋             | -            | asics         |
| 2011 | 日立エアコン・冷蔵庫                | 解禁前 | アスワン                           | 解禁前   | 日本旅行     | 大坂屋             | -            | asics         |
| 2012 | 日立エアコン・冷蔵庫                | 解禁前 | 和洋レストラン いらっしゃれ        | 解禁前   | 日本旅行     | 大坂屋             | -            | les cinq sens |
| 2013 | 日立エアコン・冷蔵庫                | 解禁前 | 和洋レストラン いらっしゃれ        | 解禁前   | 日本旅行     | 丸和住宅           | -            | les cinq sens |
| 2014 | 日立エアコン・冷蔵庫                | 解禁前 | アスライブ                         | 解禁前   | 日本旅行     | 丸和住宅           | -            | les cinq sens |
| 2015 | 日立エアコン・冷蔵庫                | 解禁前 | エフアンドエフ                     | 解禁前   | 日本旅行     | 丸和住宅           | -            | les cinq sens |
| 2016 | 日立エアコン・冷蔵庫                | 解禁前 | エフアンドエフ                     | -        | 日本旅行     | 丸和住宅           | -            | mitre         |
| 2017 | - / FUKAI                           | 解禁前 | NIPPONRIKA （1st） vincent （2nd） | -        | 栃木市医師会 | ニッコークリエート | -            | mitre         |
| 2018 | NIPPONRIKA                          | -      | MICAMATION                         | FUKAI    | -            | -                  | -            | LUXPERIOR     |
| 2019 | NIPPONRIKA                          | -      | MICAMATION                         | FUKAI    | -            | -                  | -            | LUXPERIOR     |
| 2020 | NIPPONRIKA                          | -      | MICAMATION                         | FUKAI    | -            | -                  | -            | LUXPERIOR     |
| 2021 | NIPPONRIKA                          | -      | -                                  | FUKAI    | -            | -                  | -            | LUXPERIOR     |
| 2022 | NIPPONRIKA （1st） 栃木製麺 （2nd） | -      | -                                  | FUKAI    | -            | -                  | -            | LUXPERIOR     |
| 2023 | NIPPONRIKA                          | -      | -                                  | FUKAI    | -            | -                  | FUJISACO     | LUXPERIOR     |
| 2024 | NIPPONRIKA                          | -      | -                                  | FUKAI    | -            | FUJISACO           | -            | LUXPERIOR     |
| 2025 | NIPPONRIKA                          | -      | FUKAI                              | -        | FUJISACO     | 大協建設           | 銅市金属工業 | LUXPERIOR     |